# 원카인
원카인(본명: 원카인 킴, 김랜디, 1982년 8월 4일 ~ )은 대한민국의 래퍼이자 소속사는 브레이브 엔터테인먼트이다.

## 학력
- 메릴랜드 대학교 (학사)

## 음반

### 일렉트로보이즈
- 《Electroboyz》 (2010년)
- 《Rebirth》 (2011년)
- 《Electrify》 (2012년)
- 《데려다 줄게》 (2012년)
- 《In Love》 (2013년)
- 《비가 와》 (2013년)
- 《더 트루스》 (2013년)
- 《뱅뱅사거리》 (2014년)
- 《다이아몬드》 (2015년)
- 《선글라스(Sunglasses)》 (2016년)

### 솔로
- 《Bless You》 (2019년)
- 《Closer》 (2019년)
- 《Dreamin》 (2020년)

## 방송
- 《Pops in Seoul》(아리랑 TV)
- 《쇼미더머니6》 (Mnet)

## 같이 보기
- 브레이브 엔터테인먼트
- 일렉트로보이즈